# کی برتولد ولز
کلید برتولد ولز (انگلیسی: Billy Key; ۱۹ دسامبر ۱۸۹۵ – ۲۶ سپتامبر ۱۹۸۶) فرد نظامی اهل بریتانیا بود. وی همچنین برندهٔ جوایزی همچون صلیب نظامی شده‌است.